# جهان آزاد
جهان آزاد که معادل free world است لفظی متعلق به دوره جنگ سرد است که هنگام پروپاگاندا که به کشورهای غیر کمونیستی جهان اشاره دارد. این مفهوم کشورهایی چون آمریکا، بریتانیا، ایتالیا، فرانسه، کانادا، آلمان غربی، استرالیا، نیوزیلند و کشورهایی را در بر می‌گیرد که عضو سازمان‌هایی نظیر اتحادیه اقتصادی اروپا و ناتو بودند.
گرچه ریشه‌های «جهان آزاد» به جنگ سرد بر می‌گردد، این لفظ هنوز گهگاهی پس از پایان جنگ سرد به کار می‌رود. بنا بر ساموئل هانتینگتون این لفظ با جامعه جهانی، که به عقیدهٔ او «نامی خوش‌خیم‌تر برای دادن مشروعیت جهانی به اقدامات بازتاب‌دهندهٔ منافع ایالات متحده» است جایگزین شده است.
آخرین بار جو بایدن رئیس‌جمهور آمریکا این عبارت را در مقابل روسیه و در بحبوحه حمله ۲۰۲۲ روسیه به اوکراین بکار برد.